# 劇場短編 仮面ライダーセイバー 不死鳥の剣士と破滅の本
『劇場短編 仮面ライダーセイバー 不死鳥の剣士と破滅の本』（げきじょうたんぺん かめんライダーセイバー ふしちょうのけんしとはめつのほん）は、2020年12月18日より東映系で公開の日本の映画作品。同時上映作品は『劇場版 仮面ライダーゼロワン REAL×TIME』。
キャッチコピーは「破滅の本が、世界を飲み込む。」「結末をかけた、抜刀。」。

## 概要
特撮テレビドラマ仮面ライダーシリーズの『仮面ライダーセイバー』の単独映画作品。
本作品のゲストキャラクターであるバハトは、後のテレビシリーズにおいても重要な役割を果たすことが言及されていた。

## ストーリー
破滅の書に封印されていた不死身の剣士バハト / 仮面ライダーファルシオンが出現し、破滅の書によってワンダーワールドの消滅を目論み、その影響は現実世界にも及び、大異変が巻き起きる。
神山飛羽真 / 仮面ライダーセイバーたち6人の剣士は二つの世界を救うため、ファルシオンと破滅の書から出現した魔物の群れに挑む。

## 本作品オリジナルの登場人物
バハト / 仮面ライダーファルシオン
破滅の書に封印されていた無銘剣虚無を所持する不死身の剣士。無こそが存在の真理であると称し、世界の無から始まった歴史を、無に再び帰すべく出現し、破滅の書によって現実世界とワンダーワールドの消滅を目論む。だが、ルーンディムドラゴンとルーンブライトドラゴンによって破滅の書へと封印される。
破滅の書に封印された不死身の剣士という以外の詳細は劇中では明かされなかったが、テレビシリーズ第34章でその真意が明らかとなった。詳しくは仮面ライダーセイバー#その他の人物を参照。
- 半裸に近い衣裳は『アマゾンズ』の鷹山仁を彷彿とさせるが、それを意識したものではなく、大昔から存在していたという設定のため、古代人のような簡素な服を当初は予定していたが、迫力に欠けるため、ゴージャス柄の服を着て、シンプルな中身にするため徐々に減らし、服の下は裸ということに最終的に決まった。

## 本作品オリジナルの仮面ライダー

### 仮面ライダーセイバー エモーショナルドラゴン
神山飛羽真が聖剣ソードライバーにエモーショナルドラゴンワンダーライドブックを装填して変身するセイバーの強化形態。
変身音声は「烈火抜刀！愛情のドラゴン！勇気のドラゴン！誇り高きドラゴン！エモーショナルドラゴン！神獣合併！感情があふれ出す！」。
体の左側ライドレフトに「誇り」の黒いドラゴンルーンディムドラゴン、体の中央ライドミッドに「愛」の白いドラゴンルーンブライトドラゴンが現出し、左腕に滅壊の盾（）を装備する。また、右腕が強化され、自在に炎を操ることが可能で、火炎剣烈火の炎の力と合わせることで、凄まじい炎を放つことが可能。火・光・闇の3つの属性を用いた封印術を発動する。
テレビシリーズ第35章にも登場。
- 当初はセイバーに変身した状態でワンダーコンボから変身する想定だったが、変身前のキャストが出てくるシーンが少ないため、セイバーを一旦変身解除させてから変身するものとなった[17]。
- 映画フォームならではの特別感を出すために、ブレイブドラゴンと同様に赤・白・黒の配色を使用している[18][19]。
- スーツは、アップ・アクション兼用の1着が制作された[13]。複眼の周囲の青いグラフィックは豪華な印象にしており、ベースに銀地を塗装した薄いカッティングシートを貼り付けて処理している[出典 5]。左腕の盾は仮面ライダーフォーゼのシールドモジュールを流用しており、原典にあった耐熱パネルのディテールを城壁のレンガに見立てている[出典 6]。

必殺技
情龍神撃破（）
火炎剣烈火をドライバーに納刀した状態でトリガーを2回引き、「必殺読破！伝説の神獣！」の音声と共に発動。

### 仮面ライダーファルシオン エターナルフェニックス
バハトが覇剣ブレードライバーにエターナルフェニックスワンダーライドブックを装填して変身する無の剣士。
変身音声は「抜刀！エターナルフェニックス！虚無！漆黒の剣が無に帰す！」。
エターナルフェニックスの永久の灯（）の力によって、不死身の肉体を持ち、何度倒されたとしても炎と共に即座に復活する。
テレビシリーズでは復活したバハトの他に、第41章ではデザストが変身した。武器は無銘剣虚無とデザストのグラッジデントの二刀流。ストリウスやカリュブディスと戦うが、半身をカリュブディスに食われたことで変身が解除された。
- 名前の由来は、ノルマン人が使用していた幅広の刀ファルシオンから[22][21]。
- セイバーと同様のマスクの形状ではあるが、ブレードライバーに合わせて額から伸びた聖剣の意匠は黒くなっている[出典 9]。複眼ニルバイザーは、「虚無」のライダーであることから全てのものが吸い込まれて無に帰していく様子を一点に集約するエフェクトとして表現している[出典 10]。聖剣ソードライバーで変身しないことからフォームチェンジをしないため、全身を跨ぐように不死鳥の意匠を入れており、右肩は顔、胸から左肩にかけてが羽根、腹からローブにかけてが尻尾を表現している[出典 11]。イメージカラーのオレンジは、不死鳥の燃えているイメージから来ている[18][19]。
- スーツは、アップ・アクション兼用の1着が制作された[22][21]。マスク、腰のローブ・フェザータセット、右肩エターナルフェニックスボールドは新規造形[21]。ボディは仮面ライダーゼロスペクター、左肩は仮面ライダービルド ホークガトリングのものを流用している[18][21]。

ツール
覇剣ブレードライバー
ファルシオンが使用する聖なる武具で、形状は聖剣ソードライバーと似ているが、レフトシェルフとミッドシェルフに相当する部分がオミットされ、代わりに不死鳥の羽を模したエターナルウインガーが備わっている。無銘剣虚無と同様に、一切の来歴が不明。
- 聖剣ソードライバーの色替えで、3つのスロットのうち、2つを新規パーツで塞いでおり、ワンダーライドブック1冊のみで完結するベルトとなっている。ベルト全体のシルエットの差別化から、新規パーツは不死鳥の羽のような意匠にしている。

無銘剣虚無（）
ファルシオンが使用する漆黒の無を司る禁忌の聖剣。火炎剣烈火と同系統の聖剣で、大きさも火炎剣烈火に準じる。
誰によっていつどのように作られたのかは全く不明で、ユーリによって破滅の書にバハトとともに封印されていた。
テレビシリーズ第34章で他の属性の聖剣の能力を無に帰すことが明らかとなった。第38章でバハトが消滅した後はデザストが持ち去り、第41章でファルシオンに変身する際に用いたが、第43章でデザストが消滅し、彼と共に行動していた蓮が形見として所持することになった。
- 異物感を出すために刃を黒くし、点対称の形状のエンブレムにすることで、吸い込まれているイメージを表現している。刀身の特殊文字は、「虚無」の剣であることからなくなっている。

必殺技
不死鳥無双斬り（）
エターナルフェニックスの聖剣を用いた必殺技。無銘剣虚無をドライバーに納刀した状態で、トリガーを1回引き、「必殺黙読！抜刀！」の音声とともに抜刀。斬撃とともに無銘剣虚無から発生させた不死鳥のようなエネルギー体を襲わせる。
不死鳥無双撃（）
エターナルフェニックスの聖剣を用いた必殺技。エターナルフェニックスワンダーライドブックを無銘剣虚無に読み込ませて発動。斬撃を発射したり、キックを放つ型もある。

## 用語・アイテム
エモーショナルドラゴンワンダーライドブック
破滅の書から解き放たれた愛情を司る神獣ルーンブライトドラゴンと、誇りを司る神獣ルーンディムドラゴンが呼応し、ブレイブドラゴンとクロスしたことで融合変化して形成された神獣ジャンルのワンダーライドブック。ストーリー音は「勇気！愛！誇り！3つの力を持つ神獣が今ここに…。」。
- ジャオウドラゴンワンダーライドブックの色替えで、3匹のドラゴンが飛び出すように変更している。

エターナルフェニックスワンダーライドブック
神獣ジャンルのワンダーライドブック。ストーリー音は「かつてから伝わる不死鳥の伝説が今、現実となる…。」。

破滅の書
バハトが封印されていた本で、解放すると魔物の群れと闇が溢れ出し、世界を覆い尽くすとされる。
1,000年前にユーリによってこの本にバハトを封印し、サウザンベースに保管されていた。バハトが現代に復活した後は世界を滅ぼすために用いた。
- 撮影用プロップはブリタニカ国際大百科事典を基に作成している。

## キャスト
- 神山飛羽真 / 仮面ライダーセイバー - 内藤秀一郎
- 新堂倫太郎 / 仮面ライダーブレイズ - 山口貴也
- 須藤芽依 - 川津明日香
- 富加宮賢人 / 仮面ライダーエスパーダ - 青木瞭
- 尾上亮 / 仮面ライダーバスター - 生島勇輝
- 緋道蓮 / 仮面ライダー剣斬 - 富樫慧士
- 大秦寺哲雄 / 仮面ライダースラッシュ - 岡宏明
- 田中逸樹 - 内山そうた[26]
- 飯島美香 - 山口美月[26]
- 森崎和夫 - 中村公隆[26]
- 森崎の妻 - 緒方ありさ[26]
- 公園で遊ぶ子供 - 宮岸泰成[5]
- タッセル - レ・ロマネスクTOBI
- バハト / 仮面ライダーファルシオン - 谷口賢志[4]

### スーツアクター
ジャパンアクションエンタープライズの出演情報より。
- 仮面ライダーセイバー[8] - 浅井宏輔
- 仮面ライダーブレイズ[28][29]、仮面ライダーファルシオン[出典 15] - 永徳
- 中田裕士
- 岡元次郎
- 仮面ライダー剣斬[30] - 藤田慧
- 森博嗣
- 寺本翔悟
- 榮男樹
- 今井靖彦
- 佐藤義夫
- 岡田和也
- 神前元
- 久田悠貴
- 塚越靖誠
- 菅野慶太
- 酒井和真
- 福田圭佑
- 宮澤雪
- 佐々木駿也
- 林本奈々
- 米岡孝弘
- 宇佐見紗風
- 相田真滉
- 奈良充樹
- 亀島公輝
- 菅野聖
- 小泉丞
- 長谷川夏來
- 岡崎聖奈
- 上平田結花
- 齊藤謙也
- 小森拓真

## スタッフ
- 製作 - 手塚治（東映）、西新（テレビ朝日）、高木勝裕（東映アニメーション）、與田尚志（東映ビデオ）、野田孝寛（ADKエモーションズ）、相原寛（東映エージエンシー）、佐藤明宏（バンダイ）
- 企画 - 金子保之（東映）、三輪祐見子（テレビ朝日）、鈴木篤志（東映アニメーション）、加藤和夫（東映ビデオ）、志村章（ADKエモーションズ）、清水啓司（東映エージエンシー）、金木勲（バンダイ）
- 原作 - 石ノ森章太郎
- 脚本 - 福田卓郎
- 音楽 - 山下康介
- 撮影 - 倉田幸治
- 照明 - 西田文彦
- 美術 - 大嶋修一
- 録音 - 堀江二郎
- 編集 - 佐藤連
- 製作プロダクション - 東映テレビ・プロダクション
- キャラクターデザイン - 田嶋秀樹（石森プロ）、PLEX
- スーパーバイザー - 小野寺章
- プロデューサー - 高橋一浩（東映）、井上千尋・水谷圭（テレビ朝日）、古谷大輔（ADKエモーションズ）
- アクション監督 - 渡辺淳（ジャパンアクションエンタープライズ）[27]
- 特撮監督 - 佛田洋
- スーパーヒーロープロジェクト（東映、テレビ朝日、東映アニメーション、東映ビデオ、ADKエモーションズ、東映エージエンシー、バンダイ）
- 監督 - 柴﨑貴行

## 音楽
主題歌「多重露光 feat.川上洋平」
作詞 - 谷中敦 / 作曲 - NARGO / 編曲 - 東京スカパラダイスオーケストラ / 歌唱 - 川上洋平

## 制作
本来は夏に公開予定であった『仮面ライダーゼロワン』の劇場版が冬に延期となったため、併映となった本作品は尺が短くなった。そのため、本来は本筋とまではいかないが深いところを掘り込む話などではあったが、22〜23分の短編映画という企画に変更となったため、前作の夏の劇場版での先行登場や前段階での宣伝VTRなどがなかったことから、『セイバー』を認知してもらうために設定を含めたおさらいのような話となった。
企画当初は尺が15分しかなかったことから、カッコいいところのみを提示したテレビシリーズのダイジェストのような作りも考えられたが、プロデューサーの高橋一浩の意見で、本を巡ってのライダーであることから、限られた上映時間の中でもドラマ性を持たせることになり、観に来てくれた子どもたちにバトルの面白さだけじゃないものを残せたらという考えから、プロットは「6人の仮面ライダーが『不死身の剣士』と戦う姿が、ひとりの少年に影響を与える」というものになった。作中に登場する女子高生や妊婦を支えるサラリーマンなどの仮面ライダーに守られる人々のドラマも描かれる予定であったが、尺の都合から入らなかった。テレビシリーズとは違い、剣士たちが一致団結した状態ではあるが、これは2時間の映画のクライマックスからスタートしているという手法となっている。
時系列は、テレビシリーズの第9話から第12話までに所持しているワンダーライドブックなどをイメージしているが、テレビ本編を観ずに映画を観る人もいるため、映画のみで完結できるようにしているが、公開時のテレビ本編が賢人が消滅した直後の話のため、その直前くらいのものとなっている。
劇中で火炎剣烈火は合成ではなく、実際に燃えている剣を使用して撮影された。
変身シーンはテレビ本編ではバンクになっているが、本作品では現場で撮影している。
エンドロールで剣士たちを絵本で見せていく部分は、観客に最後まで楽しんでほしい、ということと大勢のスタッフの名前を見せ、最後まで画を繋いで席を立たせないようにするために、第1話でも用いられた飛び出す絵本の延長線上として、ライダーたちが飛び出す絵本ということとなった。

## 映像ソフト化
2021年4月21日発売。Blu-ray / DVDでリリース。
- 劇場短編 仮面ライダーセイバー 不死鳥の剣士と破滅の本 / 劇場版 仮面ライダーゼロワン REAL×TIME DVD通常版（1枚組）
  - 映像特典
    - TRAILER
- 劇場短編 仮面ライダーセイバー 不死鳥の剣士と破滅の本 / 劇場版 仮面ライダーゼロワン REAL×TIME DVDコレクターズパック（2枚組）
  - ディスク1：本編DVD（通常版と共通）
  - ディスク2：特典DVD
    - 『劇場短編 仮面ライダーセイバー 不死鳥の剣士と破滅の本』メイキング
    - 『劇場版 仮面ライダーゼロワン REAL×TIME』メイキング
    - イベント集
      - 完成披露舞台挨拶
      - 『劇場版 仮面ライダーゼロワン REAL×TIME』公開記念クリスマス特別番組〜天津課長は仲良くなりたい〜
      - 『劇場短編 仮面ライダーセイバー 不死鳥の剣士と破滅の本』公開記念お正月特別番組〜これがホモサピエンスのお正月ですね〜

    - 劇場マナーCM
    - SPOT集
    - DATA FILE
    - POSTER GALLERY
- 劇場短編 仮面ライダーセイバー 不死鳥の剣士と破滅の本 / 劇場版 仮面ライダーゼロワン REAL×TIME Blu-ray+DVDセット コレクターズパック（2枚組）
  - ディスク1：本編Blu-ray
    - 音声特典
      - 『劇場版 仮面ライダーゼロワン REAL×TIME』オーディオ・コメンタリー（高橋文哉×鶴嶋乃愛×監督：杉原輝昭）

    - 映像特典
      - 『劇場短編 仮面ライダーセイバー 不死鳥の剣士と破滅の本』メイキング
      - 『劇場版 仮面ライダーゼロワン REAL×TIME』メイキング
      - イベント集
        - 完成披露舞台挨拶
        - 『劇場版 仮面ライダーゼロワン REAL×TIME』公開記念クリスマス特別番組〜天津課長は仲良くなりたい〜
        - 『劇場短編 仮面ライダーセイバー 不死鳥の剣士と破滅の本』公開記念お正月特別番組〜これがホモサピエンスのお正月ですね〜

      - 劇場マナーCM
      - SPOT集
      - TRAILER
      - DATA FILE
      - POSTER GALLERY

  - ディスク2：本編DVD
    - 映像特典
      - TRAILER
- 【初回生産限定】劇場短編 仮面ライダーセイバー 不死鳥の剣士と破滅の本 / 劇場版 仮面ライダーゼロワン REAL×TIME コレクターズパック 豪華版（3枚組）
  - セット内容
    - 劇場短編 仮面ライダーセイバー 不死鳥の剣士と破滅の本 / 劇場版 仮面ライダーゼロワン REAL×TIME Blu-ray+DVDセット コレクターズパック
    - ディスク3：主題歌CD
      - M1, 東京スカパラダイスオーケストラ「多重露光 feat.川上洋平」
      - M2, J×Takanori Nishikawa「A.I. ∴ All Imagination」
      - M3, 東京スカパラダイスオーケストラ「多重露光 feat.川上洋平」instrumental
      - M4, J×Takanori Nishikawa「A.I. ∴ All Imagination」instrumental

    - 『劇場短編 仮面ライダーセイバー 不死鳥の剣士と破滅の本』絵コンテ集（66P）
    - 特製スリーブケース

## 関連映像

### ショートアニメ
ムビチケ限定特典として『仮面ライダーゼロワン ショートアニメ EVERYONE'S DAILY LIFE』第5話を『別冊 仮面ライダーセイバー 短編活動萬画集』第1集とともに公式動画配信サービス『MIRAIL（ミレール）』で先行配信。

### 映画館での鑑賞マナーCM
2020年11月より109シネマズの映画幕間に期間限定で上映のマナー映像。スピンオフアニメ『仮面ライダーゼロワン ショートアニメ EVERYONE'S DAILY LIFE』『別冊 仮面ライダーセイバー 短編活動萬画集』の主人公2人が共演する。東映特撮ファンクラブでも配信された。